# 張廷樞 (清朝)
張廷樞（？—1728年），字景峰，陝西韓城人，清初政治人物。

## 生平
康熙二十一年（1682年）進士，选庶吉士，授编修。康熙三十八年（1699年）主持江南乡试，康熙四十一年督江南学政。後任吏部侍郎。官至刑部尚书。雍正元年（1723年），审讯陈梦雷一案释其二子，降官回原籍。六年，陕西巡抚西琳劾奏他曾收受河督赵某赃银6000两，皇帝下诏命逮捕审讯，死于押解京城途中。乾隆初年获平反。

## 家族
父張顧行。
有子张缙。